# Alliance pour l'Italie
 (mars 2017).
Si vous disposez d'ouvrages ou d'articles de référence ou si vous connaissez des sites web de qualité traitant du thème abordé ici, merci de compléter l'article en donnant les références utiles à sa vérifiabilité et en les liant à la section « Notes et références ».
Pour les articles homonymes, voir API.
L'Alliance pour l'Italie (en italien : Alleanza per l'Italia, abrégé en API) est un ancien parti politique italien fondé le 11 novembre 2009 par Francesco Rutelli, Bruno Tabacci et Lorenzo Dellai (fondateur de l'Union pour le Trentin).
Après l'élection de Pier Luigi Bersani à la direction du Parti démocrate, Francesco Rutelli, inquiet de voir le PD adopter un positionnement trop à gauche, décide de quitter le parti et de se rapprocher du centre, dont il est lui-même issu. Son courant, les Démocrates libres, décide alors de constituer un nouveau parti, l'Alliance pour l'Italie, d'inspiration « démocrate, libérale et populaire », auquel se rallient immédiatement les animateurs de la Rose blanche de Bruno Tabacci.
L'Alliance pour l'Italie, qui tiendra son congrès fondateur les 11 et 12 décembre 2009, a manifesté sa volonté de participer à une « Constituante du centre » aux côtés d'autres mouvements centristes, parmi lesquels l'Union des démocrates chrétiens et du centre.
Au parti, ont adhéré surtout des anciens de la Marguerite du PD et des modérés de l'Italie des valeurs. Il a tenu la première assemblée nationale les 11 et 12 décembre à Parme. Le 22 décembre 2009, le symbole du parti est présenté (dans un cercle, deux abeilles tricolores volent autour d'une fleur d'oranger sur fond bleu clair. Le 23 avril 2010, le symbole est retouché avec une bande tricolore et des couleurs plus marquées.
L'Alliance dispose de huit députés et de quatre sénateurs lors de la XVIe législature, puis quatre députés et six sénateurs lors de la dissolution des chambres le 22 décembre 2012.
Elle est membre du Parti démocrate européen et de l'Alliance mondiale des démocrates. Elle a fait  partie du Nouveau Pôle pour l'Italie avec notamment Futur et liberté pour l'Italie et l'Union de centre, également appelé 3e pôle. À partir de septembre 2012, l'API opère un rapprochement avec le Parti démocrate, participe avec Bruno Tabacci aux primaires d'Italie. Bien commun de novembre-décembre 2012 et se fond le 28 décembre 2012 avec le Centre démocrate où se joint également Massimo Donadi, tandis que Lorenzo Dellai rejoint le lendemain l'agenda Monti pour l'Italie. En 2013, son seul parlementaire restant est Franco Bruno.